# Бабна Полица
Бабна Полица (словен. Babna Polica) у старијним изворима Бабина Полица, је насељено место у словеначкој општине Лошка Долина у покрајини Нотрањској која припада Нотрањско-Крашкој регији.

## Географија
Насеље се налази на надморској висини од 756,3 метра, површине 12,36 км². 

## Историја
До територијалне реорганизације у Словенији налазили су се у саставу старе општине Церкница.

## Становништво
На попису становнишзва 2011. године, Бабна Полица је имала 13 становника.
| Број становника по пописима | Број становника по пописима | Број становника по пописима |
| --------------------------- | --------------------------- | --------------------------- |
| 1991                        | 2002                        | 2011                        |
| 28                          | 11                          | 13                          |

## Културна баштина
У насељу Бабна Пољана налази се шест регистрованих непокретних културних добара Републике Словеније. Најзначајнија је Црква светог Антона Пустињака из 1589 године са барокним олтаром из 1716. Остало су: насеље Бабна Полива- Вас, налазиште предмета из бакарног доба и три спомен плоче за догађаје из Другог светског рата. 